# 龙津石塔
龙津石塔俗称花塔公，是一座位于深圳市宝安区的风水塔，建于宋代，是深圳现存年代最早的地面建筑，被誉为“深圳第一塔”。该建筑现已是广东省文物保护单位。

## 概况
史载，龙津石塔建于南宋嘉定十三年（公元1220年），是为镇压其旁的河流而建。
龙津石塔占地仅0.3136平方米，塔座平面呈方形，长、宽均为0.56米，高0.29米；塔身亦为方形，长、宽均为0.44米，高0.6米。仅有塔身为宋代遗物，塔座则为1984年维修时重建。石塔构件用红砂岩雕刻而成，塔座为须弥座四角浮雕竹节角柱，正面刻宝相花万字。塔身有四面，正面及两侧面为弧形佛龛及造像：正面为半身佛像；左面为合掌手印；右面为持宝剑手；左右两面塔身下半部均刻有经咒铭文；塔身背后为“嘉定庚辰立石”字样提款，佐证修建时间。塔身上方为葫芦形塔顶。

## 保护
- 1984年，重建塔座[參 5]
- 2003年11月3日，深圳市宝安区人民政府公布为宝安区文物保护单位[參 6]
- 2015年12月16日，广东省人民政府公布为广东省重点文物保护单位[參 6]

## 脚注
1. ↑  宝安县志[參 2]记载为“南宋嘉定五年（公元1221年）“，疑有误
2. ↑  宝安区志[參 4]记载为“双掌合十佛像”及“手执宝剑的金刚像”，与现况不符，疑有误